# 3000 p.n.e.
| [ Edytuj tabelę ] |                                                                |
| Władca Egiptu     | - 3032 p.n.e. Narmer 3000 p.n.e. - 3000 p.n.e. Aha 2999 p.n.e. |

Rok 3000 p.n.e.
stulecia: XXXI wiek p.n.e. ~
XXX wiek p.n.e. ~
XXIX wiek p.n.e.

lata: 3010 p.n.e. «
3004 p.n.e. «
3003 p.n.e. «
3002 p.n.e. «
3001 p.n.e. «
3000 p.n.e. »
2999 p.n.e. »
2998 p.n.e. »
2997 p.n.e. »
2996 p.n.e. »
2990 p.n.e.

## Wydarzenia
(datowanie przybliżone)
- początek epoki brązu
  - protochińska kultura Yangshao, istniejąca w basenie rzeki Huang He, przeżywała swój największy rozkwit
  - w Chinach znane były wyroby z jedwabiu i miedzi, budowane były miasta i systemy obronne, wynaleziono koło garncarskie
  - w Sumerze narodziła się cywilizacja, powstały m.in. pierwsze szkoły
  - pierwotni Austronezyjczycy przenoszą się z Tajwanu na Filipiny
  - na Bliskim Wschodzie wyroby z brązu wykonywano stosując technikę na tak zwany wosk tracony. Najpierw wykonywano z wosku wzór przyszłego przedmiotu. Następnie woskowy model oblepiano gliną. Po jej wyschnięciu do formy wlewano roztopiony metal. Wosk wytapiał się w wysokiej temperaturze, a jego miejsce zajmował brąz. Z brązu robiono groty strzał i oszczepów, sztylety, bransolety, naszyjniki, igły, szpile, fibule, czyli zapinki do okryć, a nawet polerowane zwierciadła. Najlepsze brązowe lustra wykonywali rzemieślnicy irańscy z gór Zagros. Poza brązowymi ozdobami dużą popularnością cieszyły się kosztowne wyroby ze złota
  - zastosowanie brązu cynowego w Mezopotamii
  - brąz wchodzi do użytku w całym basenie Morza Egejskiego
  - najstarsze ślady użytkowania nart (góry Ałtaju)